# Eustrotia bipartita
Eustrotia bipartita är en fjärilsart som beskrevs av Alfred Ernest Wileman 1914. Eustrotia bipartita ingår i släktet Eustrotia och familjen nattflyn. Inga underarter finns listade i Catalogue of Life.